# Гимарас
Гимарас (таг. Guimaras) — провинция Филиппин, в регионе Западные Висайи. Административный центр — город Хордан.

## География
Расположена на одноимённом острове в Панайском заливе, между островами Панай и Негрос. Остров отделён от провинции Илоило узким проливом Илоило. Провинции принадлежит также небольшой остров Инампулуган и ещё несколько более мелких островков.

## История
До 22 мая 1992 года Гимарас был частью провинции Илоило.

## Население
Население по данным на 2010 год составляет 162 943 человек. Наиболее распространённый язык — хилигайнон, многие владеют также тагальским и английским языками.

## Административное деление

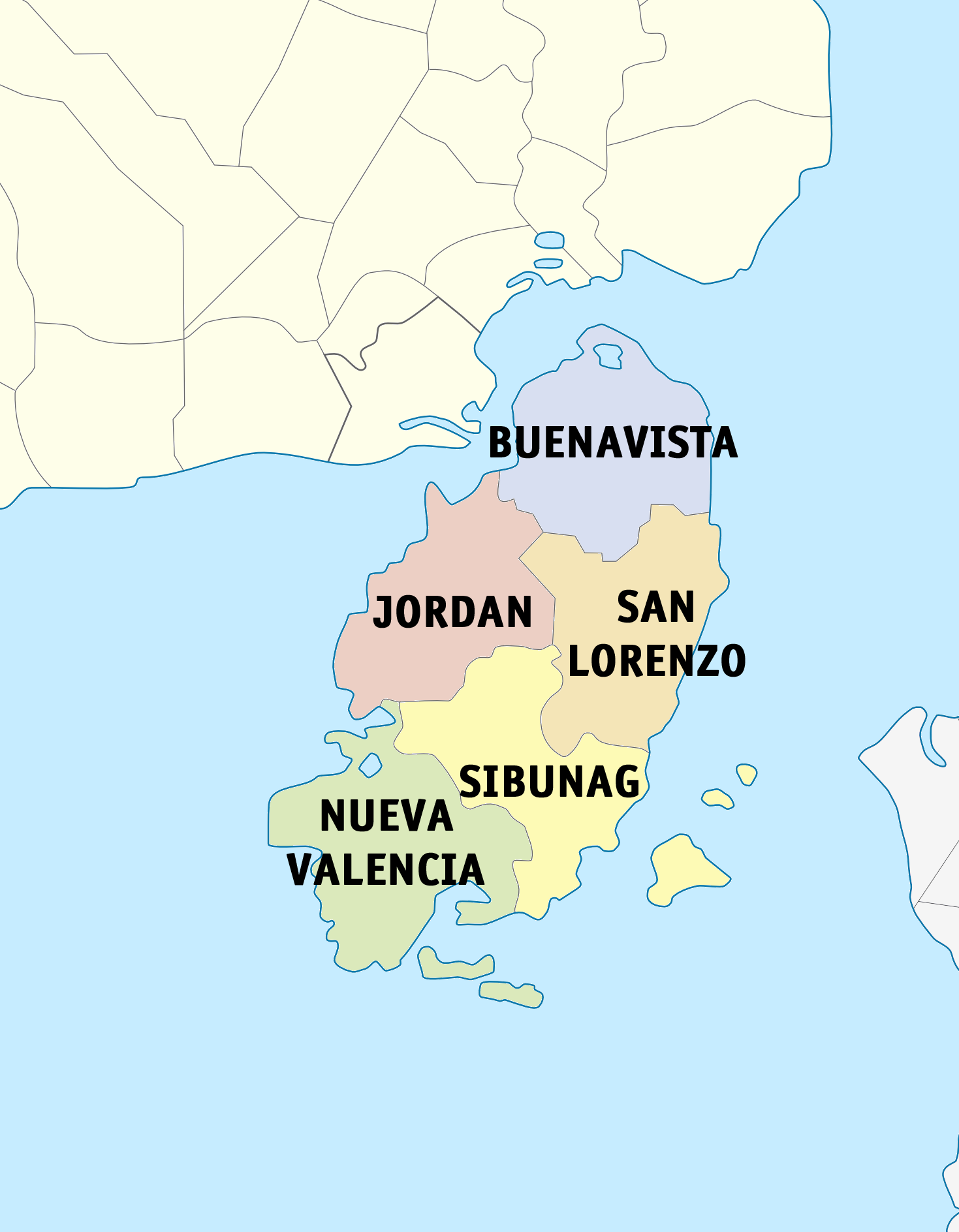
Административная карта провинций Гимарас

В административном отношении подразделяется на 5 муниципалитетов:
- Буэнависта: 43 817 чел. (2007), 128 км², включает 36 барангаев
- Хордан: 32 524 чел. (2007), 126 км², включает 14 барангаев
- Нуэва-Валенсия: 35 026 чел. (2007), 137 км², включает 22 барангая
- Сан-Лоренсо: 22 319 чел. (2007), 93 км², включает 12 барангаев
- Сибунаг: 17 552 чел. (2007), 120 км², включает 14 барангаев[2]

## Экономика
Основу экономики составляет сельское хозяйство, основные культуры: рис, кокосы, манго, овощи. Развито животноводство и птицеводство, а также рыболовство. Важной составляющей экономики является туризм, остров известен своими пляжами. Промышленность представлена главным образом переработкой сельскохозяйственной продукции и рыбы, а также ремёслами.